# William D. Bishop

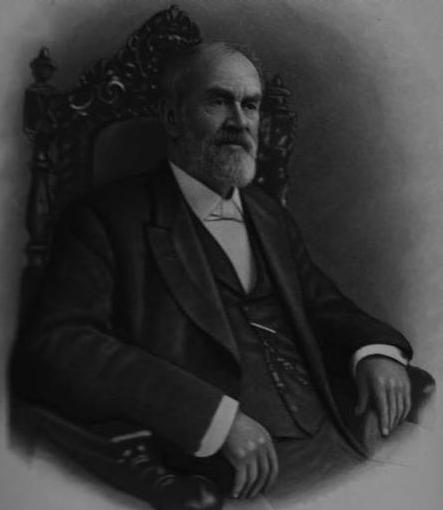
William D. Bishop

William Darius Bishop (* 14. September 1827 in Bloomfield, New Jersey; † 4. Februar 1904 in Bridgeport, Connecticut) war ein US-amerikanischer Politiker. Zwischen 1857 und 1859 vertrat er den Bundesstaat Connecticut im US-Repräsentantenhaus.

## Werdegang
Nach der Grundschule setzte William Bishop bis 1849 am Yale College seine Ausbildung fort. Anschließend studierte er Jura. Trotz seiner Zulassung als Rechtsanwalt hat er aber nicht als Jurist gearbeitet. Stattdessen führte er die Eisenbahnunternehmungen seines Vaters weiter. Dazu gehörte unter anderem der Bau wichtiger neuer Strecken, die die Staaten Connecticut und New York verbinden sollten. Bishop war der Gründer der Eastern Railroad Association, als deren Präsident er bis zu seinem Tod fungierte.
Politisch war Bishop Mitglied der Demokratischen Partei. Bei den Kongresswahlen des Jahres 1856 wurde er im vierten Wahlbezirk von Connecticut in das US-Repräsentantenhaus in Washington, D.C. gewählt, wo er am 4. März 1857 die Nachfolge von William W. Welch antrat. Da er aber bei den Wahlen des Jahres 1858 dem Republikaner Orris S. Ferry unterlag, konnte er bis zum 3. März 1859 nur eine Legislaturperiode im Kongress absolvieren, die von den Ereignissen im Vorfeld des Bürgerkrieges geprägt war. Während seiner Zeit im Kongress war Bishop Vorsitzender des Handwerkausschusses.
Zwischen Mai 1859 und Januar 1860 war Bishop Beauftragter für das Patentwesen (Commissioner of Patents). Danach war er zunächst Vizepräsident und später Präsident der Eisenbahngesellschaft New York, New Haven and Hartford Railroad. In den Jahren 1866 und 1871 saß er als Abgeordneter im Repräsentantenhaus von Connecticut; von 1877 bis 1878 gehörte er dem Staatssenat an. William Bishop starb am 4. Februar 1904 in Bridgeport.